# Joaquín García-Morato
Joaquín García-Morato y Castaño, 1er comte de Jarama (né le 4 mai 1904 à Melilla et mort le 4 avril 1939 à Griñón) est un aviateur espagnol.

## Biographie
Il est le pilote de chasse le plus titré de la guerre d'Espagne, côté Nationalistes espagnols. Il lui est attribué 40 victoires aériennes, dont quatre aux commandes d'un Heinkel He 51 et 36 aux commandes d'un Fiat CR.32.
Pilote accompli d'avant-guerre, Joaquín García-Morato sert au Maroc, combattant les insurgés d'Abdelkrim el-Khattabi pendant la guerre du Rif.
Il était également réputé en voltige aérienne et dans l'enseignement du vol aux instruments.
Il meurt après guerre dans un accident d'avion.